# Джустиниани, Орацио
Орацио Джустиниани (итал. Orazio Giustiniani; 28 февраля 1580, Хиос, Санджак Сакиз, эялет Архипелаг, Османская империя — 25 июля 1649, Рим, Папская область) — итальянский куриальный кардинал, ораторианец. Епископ Монтальто с 13 сентября 1640 по 16 января 1645. Епископ Ночеры Умбры с 16 января 1645 по 16 февраля 1646. Библиотекарь Святой Римской Церкви и архивариус Святой Римской Церкви с 25 сентября 1646 по 25 июля 1649. Великий пенитенциарий с 4 декабря 1647 по 25 июля 1649. Кардинал-священник с 6 марта 1645 с титулом церкви Сант-Онофрио с 24 апреля 1645 по 25 июля 1649.